# Rue Paul-Laurent
La rue Paul-Laurent est une voie du 19e arrondissement de Paris, en France.

## Situation et accès
La rue Paul-Laurent est une voie publique située dans le 19e arrondissement de Paris. Elle débute au 48, rue d'Aubervilliers et se termine au 21, rue du Maroc.

## Origine du nom

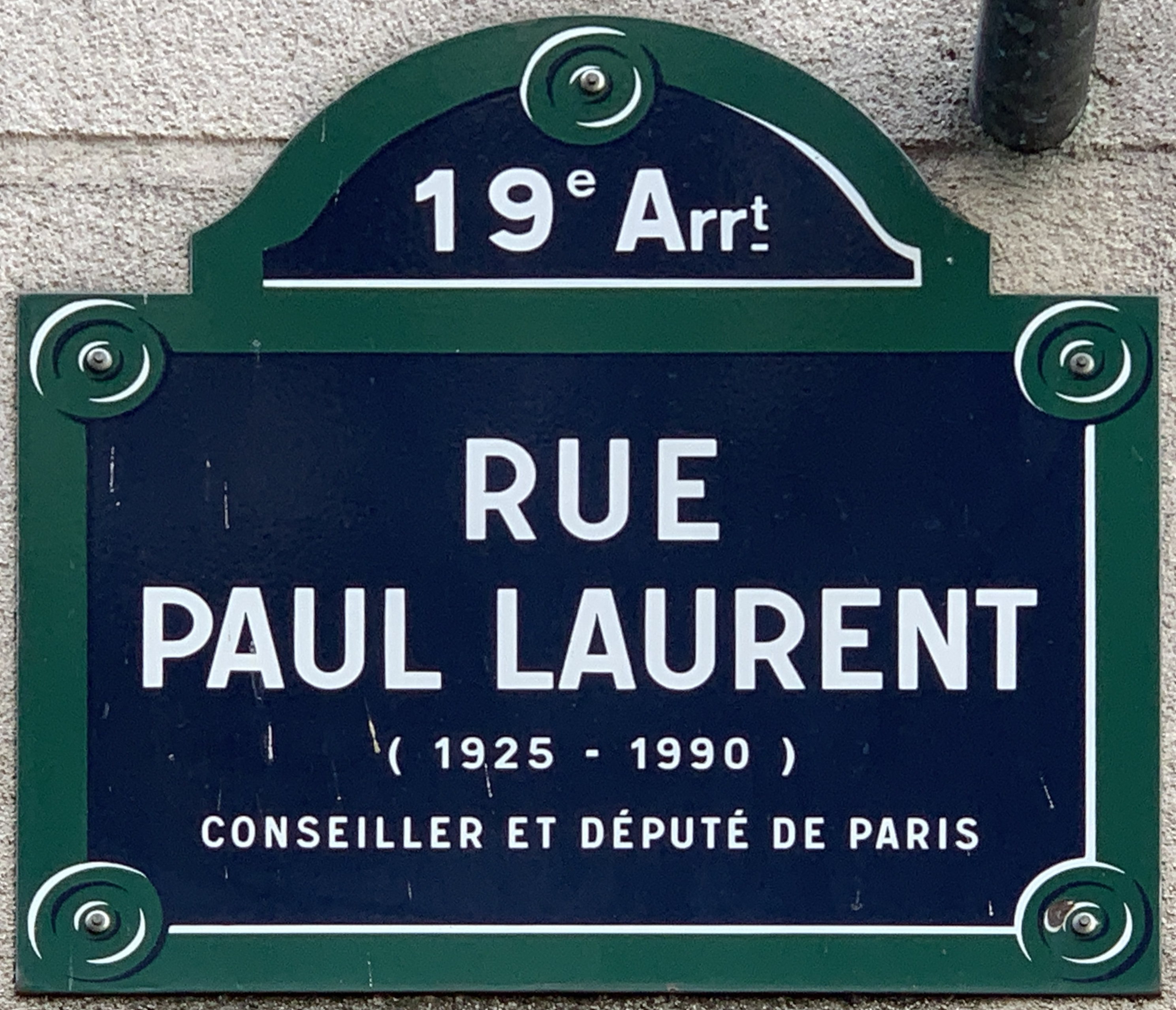
Plaque de la rue.

Elle porte le nom de l'homme politique français Paul Laurent (1925-1990), député communiste élu dans le 19e arrondissement de Paris de 1967 à 1968 et de 1973 à 1981.

## Historique
Ouverte sous le nom d'« impasse de l'Entrepôt », cette voie est située jusqu'en 1860 sur l'ancienne commune de La Villette. Elle est rattachée à Paris et prend le nom d'« impasse d'Aubervilliers » par un arrêté du 1er février 1877.
Elle reçoit son nom actuel par un arrêté municipal du 25 novembre 1997.